# Andrés José González
Andrés José González (25 de marzo de 1989, San Francisco) es un nadador argentino de estilo mariposa. Representó a Argentina en los Juegos Olímpicos de Pekín 2008 en la prueba de los 200 m mariposa. González marcó un tiempo de 2:00.36 terminando tercero en el heat tres, treinta y tres en la general.
Obtuvo la clasificación a los JJ. OO. en la "Copa Latina", San Marino, donde se consagró campeón bajando su propio récord argentino.
En 2008 fue premiado con el premio "Clarín Deportes", por su destacada actuación en los Juegos Olímpicos, superando en la terna a destacadas figuras del deporte nacional como por ejemplo a José Meolans.
En 2009 participó en el Mundial de Roma (Italia), por su trayectoria y mediante el voto de sus compañeros de selección, fue designado abanderado de la selección nacional. 
En tal importante torneo disputó las series clasificatorias de 200 m mariposa contra, el múltiple campeón olímpico y mundial, Michael Phelps. Siendo el único nadador argentino que tuvo el privilegio y honor de competir contra Michael Phelps.
Luego, en la ciudad de Bogotá, Colombia, participó en los "Juegos Suramericanos" (ODESUR) en donde obtuvo la presea de bronce. 
En 2011, participó junto a la selección argentina en el torneo "Open" de Madrid (España) donde se impuso en los 200 m mariposa ante un número importante de nadadores europeos. En ese mismo año, el destacado nadador argentino, es invitado a entrenar en USA. 
González entreno por el lapso de 6 meses con el "Davie Nadadores Swim Team", en el estado de Florida (FL), como preparación previa para los Juegos Panamericanos de Guadalajara (México).
En el año 2012 en Buenos Aires se consagra nuevamente campeón argentino. En julio de ese mismo año comienza sus estudios universitarios. Andrés, curso la Licenciatura en Administración en la Universidad Siglo 21 (UE21), obteniendo su título a principios de 2020.
En el año 2013, fue convocado por el Gobierno de la provincia de Córdoba para participar del programa "Vos podés". Dicho programa consistía en la realización de charlas motivacionales para chicos que cursaban el secundario. Las charlas estaban a cargo de destacados jóvenes con conciencia social, siendo Andrés uno de sus más destacados disertantes. 
Luego, en 2014, se aleja de la natación con el récord argentino absoluto en 200 m mariposa que desde 2007 permanece intacto y en su poder. Durante todos estos años, viajó por 3 continentes y 15 países representando al país con profesionalismo, entrega, disciplina y una conducta admirable. Andrés se distanció de la natación competitiva para dedicarse a otros proyectos personales.
En la actualidad, sigue muy de cerca la realidad de la natación argentina en todos sus aspectos y de todo el deporte argentino.[cita requerida]